# Ipomoeeae
Tribu
Les Ipomoeeae sont une tribu de plantes dicotylédones de la famille des Convolvulaceae, qui comprend une dizaine de genres.
Cette tribu est monophylétique. Elle est composée d’environ 650 à 900 espèces réparties dans les régions tropicales et subtropicales du monde. Ces espèces se distinguent par leur pollen épineux des autres espèces de la famille des Convolvulaceae qui ont un pollen lisse. 
La tribu des Ipomoeeae a été subdivisée en deux clades principaux, Astripomoeinae et Argyreiinae, sur la base d'analyses phylogénétiques de quatre loci de chloroplastes. Cependant, ces lignées n'ont pas de traits morphologiques distinctifs évidents.

## Caractéristiques générales
Les plantes de la tribu des Ipomoeeae sont des plantes grimpantes ou des lianes, rarement de petits arbres. Elles se caractérisent par les feuilles, à la base généralement cordée, et par les fleurs actinomorphes, bisexuées, aux sépales égaux, parfois accrescents, aux étamines à filet dilaté, pubescent, au style, unique, entier et aux stigmates globuleux. Les fruits sont soit des capsules déhiscentes, soit des fruits charnus indéhiscents. Le pollen est échiné, pantoporé.

## Liste des genres
Selon NCBI (23 octobre 2019) :
- Argyreia Lour. (90 espèces, y compris Rivea)
- Astripomoea A.Meeuse (12 espèces)
- Blinkworthia Choisy, 1833 (2 espèces)
- Ipomoea L. (500 à 650 espèces)
- Lepistemon Blume (10 espèces)
- Lepistemonopsis Dammer (1 espèce)
- Paralepistemon Lejoly & Lisowski (1 espèce)
- Rivea Choisy (4 espèces)
- Stictocardia Hallier f. (12 espèces)
- Turbina Raf. (15 espèces)